# ローバー軽装甲車
ローバー軽装甲車は、第二次世界大戦中に生産されたオーストラリア軍の装甲車である。

## 概要
第二次世界大戦の戦火が拡大していったとき、イギリスは自らの植民地に配備する装甲戦闘車両を供給することができなくなっていた。そこで多くの植民地では、自ら装甲戦闘車両を開発して装備しようとするに至った。
ローバー軽装甲車は1941年に設計された。本車はフォード3tトラック（CMPトラック）のシャーシを利用した。これにはF60L、または車体を短縮した型であるF60Sの両方が使われた。装甲された車体の製造はメルボルンのラスキン・モーターボディース社が担当した。1943年に生産は停止され、総計で238輌が作られた。
ローバー軽装甲車は1942年の4月に就役した。本車は全く戦闘には参加せず、乗員の訓練に用いられた。車体上部の長く狭い天井部分は、この車輛に、移動型塹壕というニックネームをもたらした。
1943年末、オーストラリアがアメリカ製の装甲車を供給され始めると、すぐにローバー軽装甲車は時代遅れであることが明らかになった。
2輌のレストアされたローバー マーク2が、アデレードの国立軍用車両博物館と、ビクトリア州のオーストラリア陸軍戦車博物館で展示されている。

## 派生型
- マークI - F60Lの車体を用いたもの。 40輌生産。
- マークII - F60Sの車体を使用。198輌生産。